# Henri Gastaut
Henri Gastaut est un neurologue français né le 5 avril 1915 à Monaco et mort le 15 juillet 1995 à Marseille.

## Biographie
Henri Gastaut obtient en 1945 son diplôme de docteur en médecine à l'Université de Marseille et devient médecin-biologiste des hôpitaux de Marseille en 1950.
De 1957 à 1968, il fut le secrétaire général de la Ligue internationale contre l'épilepsie (ILAE). Il fut directeur scientifique et médecin-chef du Centre Saint-Paul (Centre d’orientation médicale et sociale pour enfants épileptiques, devenu en 1998 l’hôpital Henri Gastaut) qu'il créa en 1960 et dirigea jusqu'en 1972.
Les recherches les plus importantes du professeur Gastaut ont concerné l’électro-encéphalographie (EEG) et l’épilepsie et ont permis de préciser plusieurs variétés de la maladie, dont une deviendra le Syndrome de Lennox-Gastaut.
Collectionneur d'art premier, il cède en 1989 sa collection de crânes au Musée des arts africains, océaniens et amérindiens de Marseille.

## Sociétés savantes
- Président de la Fédération internationale des sociétés d’électroencéphalographie et de neurophysiologie (1957-1971)
- Président de la Ligue internationale contre l’épilepsie (1953-1973)
- Membre honoraire de l'American Academy of Neurology
- Membre de la Société de médecine de Paris et de la Royal Medical Physiological Association de Grande-Bretagne

## Distinctions
- Lauréat de l’Académie des sciences – Institut de France (Prix Monthyon)
- Docteur honoris causa des universités d’Ottawa (1969), Liège (1973), Bologne (1977) et Shanghai (1979)
- Officier de la Légion d'honneur (élevé au grade de commandeur la veille de son décès)
- Commandeur de l'ordre national du Mérite
- Commandeur de l'ordre des Palmes académiques
- Commandeur de l'Ordre national de Côte d'Ivoire
- Officier de l'ordre de Saint-Charles de la Principauté de Monaco